# Therese Schnabel
Therese Schnabel (née Behr à Stuttgart, 14 septembre 1876 – 30 janvier 1959) est une contralto allemande. Elle est connue essentiellement pour ses interprétations de Lieder. Elle porte le nom du pianiste Artur Schnabel, qu'elle épouse en 1905.

## Biographie
Therese Behr naît à Stuttgart d'un père décorateur d'intérieur, Carl Behr et de son épouse Lina Behr (née Zenegg). En 1881, la famille déménage à Mayence. Le frère de Therese Behr, le chef d'orchestre et violoniste Hermann Behr, s'arrange pour qu'elle ait des leçons de musique dans les environs de Francfort, avec Julius Stockhausen ; elle étudie avec Stockhausen de 1893 à 1895, puis continue  avec Franz Wüllner à Cologne.
En 1898, elle déménage à Berlin pour étudier avec Etelka Gerster. En 1900, un pianiste alors inconnu, Artur Schnabel est embauché pour accompagner Behr, qui avait déjà connu une fructueuse carrière internationale, avec une tournée de concerts en province de Prusse-Orientale. Ils se marient en 1905. Ils jouent souvent ensemble, car Behr est une fameuse interprète de Lieder. La régularité de l'accompagnement de son mari attire l'attention du public sur Schnabel et ses capacités, en tant que pianiste. Le douze pièces sur Wielandstrasse à Berlin-Charlottenburg des Schnabel, est vite devenu un point de rencontre pour les cercles de musique à Berlin. Behr enseigne également le chant à domicile.
Après l'arrivée au pouvoir des nazis en 1933, Behr et Schnabel quittent Berlin. Schnabel, clairvoyant, prédit les troubles politiques à venir. Les années suivantes, ils passent l'été à Tremezzo, sur le Lac de Côme et l'hiver, à Londres. Les étés à Tremezzo, pendant ces années-là, sont l'occasion pour Behr, Schnabel, et leur fils, Karl Ulrich Schnabel de donner des cours d'été. La famille déménage à New York en 1939, où Behr continue d'enseigner.
Après la guerre, Behr retourne en Europe pour la première fois en 1946. Par la suite, elle passe ses étés en Suisse et en Italie. Après la mort de Schnabel en 1951, elle installe sa résidence principale à Tremezzo et y demeure jusqu'à sa mort, à Lugano, le 30 janvier 1959. Les archives Therese Behr sont aux Archives musicales de l'Académie des Arts de Berlin.[réf. nécessaire]

### Famille
Behr et Artur Schnabel ont deux fils : le pianiste Karl Ulrich Schnabel (1909–2001) et l'acteur Stefan Schnabel (1912–1999). La fille de Karl Ulrich Schnabel, Ann Schnabel-Mottier, gère actuellement le la fondation musicale Schnabel, avec son mari François Mottier.

### Carrière
Behr commence sa carrière en tant qu'élève de Julius Stockhausen à Francfort et poursuit son éducation musicale avec Franz Wüllner à Cologne. En 1898, à l'âge de vingt-deux ans, elle déménage à Berlin pour étudier avec Etelka Gerster. Sa courte première apparition en 1897, est suivie par un deuxième début, le 21 janvier 1899, à la Singakademie de Berlin, accompagné par un élève de Liszt, Alfred Reisenauer,,. Ses interprétations, avec la musique de Schubert et de Brahms, sont reçues très favorablement : l’Allgemeine musikalische Zeitung, déclare dans ses colonnes qu'« une véritable grande prêtresse de l'art est née une fois de plus »,. Les années suivantes, elle se produit en récitals de Lieder à Londres, Paris, Saint-Pétersbourg, Moscou, Budapest et Bruxelles.
En 1903, Behr cofonde le Quatuor vocal de Berlin (Berliner Vokalquartett) avec la soprano Jeanette Grumbacher-de Jong, le ténor Ludwig Hess, et la basse Arthur van Eweyk. Ce quatuor est réputé pour ses interprétations avec orchestre, tels les ouvrages de Haendel (Messie) et Beethoven (Neuvième Symphonie).
Le critique Wilhelm Kienzl, écrit de l'ensemble : « Le tempérament des quatre belles voix s'intègrent bien ensemble, comme s'ils avaient été choisis avec amour et compréhension parmi des centaines de chanteurs par quelqu'un avec une excellente oreille. Bien sûr, l'intelligence artistique du chanteur et son sens du style jouent également un rôle important. Ici, on a le résultat d'un travail soutenu, avec lequel une si belle gradation du son a été atteinte qu'on a à peine l'impression que quatre personnes l'exécutent. Et pourtant, malgré l'humble homogénéité des voix dans le groupe, l'individualité de chaque artiste peut être reconnue. L'ensemble de la technique (précision rythmique, dynamique, la simultanéité de la formation initiale et consonnes finales) ne laisse rien à désirer. » Kienzl exprime seulement une plainte : « Il est regrettable que ce quatuor d'élite, n'aie pas interprété des mélodies à quatre voix a cappella, comme de vieux madrigaux et motets. Ceux-ci — à cause du son seul — apporteront un peu de variété dans le programme ».
La première rencontre de Behr et Schnabel en 1900, est aussi le début d'une longue collaboration musicale. Les deux sont connus pour leur interprétation des Lieder de Schubert, Schumann et Brahms. Leurs concerts sont décrits comme présentant « le goût le plus subtil et le plus délicat ». À leur propos, le critique Wilhelm Kleefeld écrit : « sérieuse prière commune avec la capacité la plus parfaite. Ces soirées Schubert, Schumann et Brahms ont offert à tous les participants des heures de pure et naturelle joie du son. » . Au cours de l'hiver 1909–1910, Behr et Schnabel présentent le cycle de lieder, Winterreise  de Schubert. Le biographe de Schnabel, Saerchinger fait remarquer qu'« il était dangereux pour une femme de chanter cet intense et romantique cycle de lieder, une série de poèmes qui sont de toute évidence les effusions d'une maladie d'amour de jeunesse, et qui, dans l'esprit réaliste du public appelle à une voix d'homme ». Néanmoins, le concert remporte de tels éloges que le duo a donné l'intégrale des cycles de lieder de Schubert les années suivantes. Le couple de musiciens a répété cet exploit lors du centenaire Schubert en 1928, que le critique Alfred Einstein, décrit comme « la meilleure intégration possible des pouvoirs de l'interprétation appliquée à un sentiment profond et sincère ».
Le duo n'interprète pas seulement des œuvres connues des maîtres allemands, mais également les propres lieder de Schnabel pour voix et piano, dont beaucoup sont dédiées à son épouse.
Après la naissance de son fils, Behr apparaît en public moins souvent, accompagnée presque toujours de son mari et, plus tard, de son fils Karl Ulrich Schnabel.
Behr enseigne tout au long de sa vie. Parmi ses élèves notons : Doda Conrad, Tilla Durieux, Eva Leßmann, Hilde Ellger, Gertrud Hindemith, Sabine Kalter, Lotte Leonard, Peter Pears, Maria Stader, Erika Stiedry-Wagner, Marie Simmons et Randolph Symonette.

## Réputation
Behr est largement reconnu pour sa belle voix et son « sens instinctif de la formulation et de l'accentuation ». Wilhelm Kienzl écrit qu'elle « a traité sa mezzo-soprano [sic] douce et magnifiquement équilibrée avec raffinement artistique ». Sa voix a inspiré Richard Strauss pour la composition de son lied « Traum durch die Dämmerung » (1895).[réf. nécessaire]
Behr bien connue en tant que chanteuse du Lied, est également acclamée en tant que soliste avec orchestre. Au début de sa carrière, elle se produit avec des chefs d'orchestre tels qu'Arthur Nikisch, Felix Weingartner et Richard Strauss. L'écrivain britannique et ami de la famille Edward Crankshaw écrit : « Il n'y a pas beaucoup de gens qui ont la moindre idée soit de la merveilleuse musicalité de Therese Behr Schnabel... soit de la dette de son mari envers elle. Elle était plus âgée que lui de plusieurs années et c'est elle qui, après ses jours de jeune prodige, l'a imposé au public allemand, en insistant sur le fait qu'il apparaît comme son accompagnateur. Elle avait le plus infaillible tact musical de tous ceux que j'aie jamais connu, et c'est venu dans son chant, même quand elle n'avait plus de voix du tout ».

## Discographie
Le seul enregistrement de Behr à l'époque de sa carrière, est un enregistrement acoustique privé de 1904 (Symposium CD 1356). Quelques autres enregistrements effectués en 1930 existent ; ces enregistrements sont réalisés bien au-delà du sommet de la carrière de Behr :
- Les Schnabel – Un héritage musical, inédits et enregistrements historiques perdus. Mozart, Schumann, Schubert, C. P. E. Bach, J. S. Bach, Mendelssohn, Paradisi (TownHall Records THCD74A-B)
- Schubert et Schnabel – Un enregistrement historique, vol. IV. (Arabesque Records, 1987)

## Sources
- Kleefeld, "Ein Berliner Musikwinter", Velhagen & Klasings Monatshefte, vol. 20 no 2 (1906), p. 46.
- Neue Zeitschrift für Musik, vol 101 no 17 (1905)
- Wilhelm Kienzl, « Das Berliner Vokal-Quartett (1905) », dans Im Konzert: von Tonwerken und nachschaffenden Tonkünstlern empfangene Eindrücke. Allgemeine Verein für deutsche Literatur, 1908.
- (en) Cesar Saerchinger, Artur Schnabel : A Biography, Cassell & Company, 1957
- (en) Edward Crankshaw et Artur Schnabel, My Life and Music, St. Martin's Press, 1963, « Introduction », xv.
- Werner Grünzweig, Preface to Artur Schnabel, Walking Freely on Firm Ground. Edited by Werner Grünzweig, Lynn Matheson, and Anicia Timberlake. Hofheim, Wolke, 2014.
- « Therese Behr Schnabel », sur Schnabel Music Foundation
- « Therese Behr-Schnabel », dans Lexikon verfolgter Musiker und Musikerinnen der NS-Zeit, Universität Hamburg